# Spiel mit dem Schicksal (1962)
Spiel mit dem Schicksal ist ein britisches Filmdrama von Peter Glenville aus dem Jahre 1962. Laurence Olivier als engagierter, aber desillusionierter Lehrer Graham Weir und Simone Signoret als seine Frau spielen ein ergrautes Ehepaar, dass sich nur noch wenig zu sagen hat. Sarah Miles tritt in einer weiteren Hauptrolle als Schülerin auf, die den Lehrer zu Unrecht bezichtigt, sexuell übergriffig geworden zu sein. Dem Film liegt der Roman The Burden of Proof des britischen Schriftstellers James Barlow (1921–1973) zugrunde.

## Handlung
Graham Weirs Leben ist nicht so verlaufen, wie er es sich einst erträumt hatte. Der Mann mittleren Alters ist in einer Ehe gefangen, die sich längst festgefahren zu haben scheint. Im Laufe beider Eheleben ist seine französische Gattin Anna verbittert geworden, allzu viel haben sich die beiden nicht mehr zu sagen, auch wenn Weir seine füllig gewordene und frühzeitig gealterte Gattin noch immer liebt. Sie hält ihn, wie sie sagt, für einen Feigling, weil er niemals für irgendetwas in seinem Leben gekämpft habe. Graham arbeitet als Englischlehrer an einer Schule in einem grauen, heruntergekommenen Arbeiterbezirk, das Gros der Schüler nimmt ihn nicht allzu ernst. Seitdem er im Zweiten Weltkrieg aus Überzeugung den Dienst an der Waffe verweigerte, ist Graham auch bei seinem Schuldirektor und den Kollegen nicht allzu wohl gelitten. Seine Haltung wird als „unpatriotisch“ gegeißelt und hat seine berufliche Karriere stark behindert, auch wenn er sich seinen Idealismus bei der Erziehung der Jugend zu bewahren versucht. Selbst manche Schüler zeigen ihm gegenüber ihre offene Verachtung und Missachtung, einige der Schutzbefohlenen benehmen sich ihm gegenüber flegelhaft, allen voran der rebellische und aufsässige Mitschüler Mitchell. Dessen mieses Verhalten der Schülerin Shirley Taylor gegenüber lässt Graham eines Tages sogar seine Friedfertigkeit und Gewaltlosigkeit überdenken, und Weir schlägt Mitchell eines Tages in der Klasse mit dem Lineal auf beide Hände. Weirs einzig verbliebener Freund ist der Alkohol.
Shirley, ein hübsches, blondes und erst 15 Jahre altes Mädchen, hat eine ganz andere Sicht auf den Lehrer als ihre Mitschüler, die Weir als überkommenes Fossil längst vergangener Zeiten gering schätzen. Mit allen Mitteln versucht Shirley, die von Mitchell in der Schule bedrängt wird, Grahams Aufmerksamkeit zu erlangen und bemüht sich, eine besonders gute Schülerin zu sein. Er kommt ihrem Wunsch nach Nachhilfeunterricht nach, um ihre Noten zu verbessern. Als eines Tages aus Shirleys jugendlicher Schwärmerei für den alternden Lehrer mehr wird, setzt sich nach ihrem ersten, noch flüchtigen Kuss auf Grahams Wange nach dem Nachhilfeunterricht eine Entwicklung in Gang, die für Graham Weir in einer Katastrophe zu münden droht. Seine Frau Anna, die ihm keine Kinder gebären konnte, macht Graham klar, dass sich etwas zusammenbraut, sollte er nicht die nötige Distanz zu dem verliebten Mädchen wahren. Während eines Kurztrips nach Paris mit der Schulklasse wird Shirleys Verliebtheit zu Mr. Weir immer offensichtlicher. Lehrer und Schülerin verbringen bei einem Bummel durch die Stadt der Liebe einen harmonischen Tag miteinander. Er macht ihr sogar ein kleines Geschenk, ein Stofftier. Wieder daheim in England wirft sich Shirley Graham regelrecht an den Hals, doch er macht ihr klar, dass er erstens verheiratet sei und zweitens in ihr lediglich eine Schülerin sehe, die er zwar möge, aber nicht so wie ein Mann eine erwachsene Frau mag. Shirley ist in Tränen aufgelöst. Aus tiefer Enttäuschung über Grahams Zurückweisung steht sie auf und sagt ihm ins Gesicht, dass sie ihn hassen würde. Damit nimmt das Unglück seinen Lauf.
Als erstes wirft sich Shirley dem Grobian Mitchell an den Hals, um Weir zu provozieren. Tage später erscheint ein Police Detective im Hause der Weirs und eröffnet dem Lehrer, dass ihn Shirley wegen sexuellen Übergriffs angezeigt habe. Graham ist zutiefst erschüttert und beginnt wieder zu trinken. Immerhin zeigt sich seine Frau charakterstark und steht ihm zur Seite. Schließlich kommt es zu einem Gerichtsprozess. Dort behauptet die Schülerin wahrheitswidrig, dass alle Berührungen und Zärtlichkeiten ausschließlich von ihm ausgingen. Rasch zerpflückt Weirs Anwalt O’Hara Shirleys Behauptungen. Das Mädel kann O’Haras scharfer Befragung nicht lange standhalten und verstrickt sich in Widersprüche. Schließlich gibt sie zu, dass sie in Weir verliebt war, bleibt aber im Übrigen bei ihren Aussagen, dass die Zärtlichkeiten von Mr. Weir ausgingen. Dieser wird vom Richter zu einer Haftstrafe von 12 Monaten wegen sittenwidrigen Verhaltens gegenüber einer Minderjährigen verurteilt. Weir ist extrem aufgebracht, da er sich absolut keiner Schuld bewusst ist, und beteuert nach dem Urteil erneut vor Gericht seine Unschuld. Er habe stets nur zuvorkommend und höflich sein wollen. Seine Zuneigung zu Shirley sei stets rein gewesen, Sex mit ihr habe er niemals beabsichtigt. Als Shirley seine Worte vernimmt, ist sie sehr berührt, steht auf und geht zum Richter nach vorn. Unter Tränen bestätigt sie Grahams Aussage und nimmt alle Schuld auf sich.
Trotz des moralischen Freispruchs erwartet der Schuldirektor, dass Weir freiwillig seinen Abschied von der Schule einreicht. Wieder daheim, sitzt seine Frau bereits auf gepackten Koffern. Graham sagt Anna, dass einige der Anklagepunkte Shirleys tatsächlich stimmen würden. Für dieses Geständnis fängt Graham sich von seiner Gattin eine Ohrfeige ein, danach scheinen es die beiden aber noch einmal miteinander versuchen zu wollen. Ihre Liebe hat dieses Drama eher gestärkt.

## Produktionsnotizen
Spiel mit dem Schicksal wurde zum Jahresbeginn 1962 vor allem in Irland und England gedreht, eine kurze Szene entstand in Paris. Der Schwarzweißfilm lief am 16. August 1962 in London an. In Deutschland konnte man den Film ab dem 5. April 1963 sehen. Die deutsche Fernseherstausstrahlung erfolgte am 18. März 1974 im ZDF.
Sarah Miles, zur Drehzeit gerade 20 Jahre jung, gab hier ihr beeindruckendes Filmdebüt.
Die von Tony Woollard ausgeführten Filmbauten entwarf Wilfred Shingleton. Peter James zeichnete für die Ausstattung verantwortlich, Beatrice Dawson entwarf die Kostüme.

## Kritiken
Der Movie & Video Guide nannte den Film eine „redselige Geschichte“ und resümierte: „Trotz guter Besetzung ein ermüdender Film“.

„Mit „Spiel mit dem  Schicksal“, einem recht tristen Melodram um eine angebliche Vergewaltigung, orientierte sich Glenville an dem in jenen Jahren modischen ‘Spülsteinrealismus’ des Free Cinema.“

Halliwell‘s Film Guide empfand den Film als ein „ziemlich schlaffes ‚Erwachsenen‘-Drama“, dass zu schematisch konstruiert sei, um „wirklich von Interesse zu sein, trotz dem Besten, was Schauspielkunst zu leisten vermag.“

„Das tragikomische Porträt eines gescheiterten Idealisten wird seinem Anspruch auf Entlarvung kleinbürgerlicher Doppelmoral kaum gerecht. Die unbeholfene Inszenierung verliert sich in Klischees.“